# جک سنیور (بازیکن فوتبال)
جک سنیور (انگلیسی: Jack Senior؛ زادهٔ ۱۳ ژانویهٔ ۱۹۹۷) بازیکن فوتبال اهل بریتانیا است.
از باشگاه‌هایی که در آن بازی کرده‌است می‌توان به باشگاه فوتبال هادرزفیلد تاون اشاره کرد.